# Bundesverband praktizierender Tierärzte
Der Bundesverband Praktizierender Tierärzte e. V. (bpt e. V.) ist ein Berufsverband zur Interessenvertretung selbständiger und angestellter Tierärzte in Deutschland. Der Verband mit Sitz in Frankfurt am Main stellt mit seinen rund 8300 Mitgliedern die größte tierärztliche Interessenvertretung Europas dar. Die haupt- und ehrenamtlichen Repräsentanten des bpt versuchen durch politische Kontaktpflege in Berlin, Brüssel und den Landeshauptstädten die Gesetzgebung im Sinne der praktizierenden Tierärzteschaft zu beeinflussen. Außerdem bietet der Verband seinen Mitgliedern Informationen und Dienstleistungen rund um die tierärztliche Praxis, insbesondere praxisorientierte Fortbildung durch die bpt Akademie GmbH.
Wichtige Anliegen des bpt sind die Wahrung der Freiberuflichkeit der Tierärzte, die Beibehaltung des Dispensierrechts für Tierärzte,  der Abbau von Bürokratie in der kurativen Praxis, der Tierschutz bei Nutz- und Hobbytieren, die Verbesserung der Wirtschaftlichkeit von Tierarztpraxen durch Verankerung betriebswirtschaftlichen Wissens im tierärztlichen Studium, die Lebensmittelsicherheit und der Verbraucherschutz.
Die Feminisierung des Tierarztberufs hat dazu geführt, dass mehr als die Hälfte der Mitglieder Frauen sind. Der Anteil an angestellten Tierärzten steigt stetig.
Der bpt wird von einem gewählten Präsidium geführt, das von einem Geschäftsführer und ca. 20 hauptamtlichen Mitarbeitern unterstützt wird. Das geschäftsführende Präsidium besteht aus Präsident und zwei Vizepräsidenten. Zudem gibt es fünf Präsidiumsbeisitzer. Die 16 Landesverbände des bpt sind als selbständige Institutionen organisiert und können über ihre Vorsitzenden im bpt-Vorstand Einfluss auf die Verbandspolitik ausüben.

## Historisches
Der bpt wurde 1951 gegründet. Er versteht sich als Nachfolgeorganisation des 1919 gegründeten „Reichsverbandes Deutscher Tierärzte“ (1920 umbenannt in „Reichsverband Praktischer Tierärzte“), der im Rahmen der nationalsozialistischen Gleichschaltung in den 1930er Jahren aufgelöst wurde.